# Amaranthe (musikalbum)
Amaranthe är det första studioalbumet av rock/power metal-bandet Amaranthe från Göteborg/Esbjerg. Albumet gavs ut 13 april 2011. Första singeln, "Hunger",  släpptes den 28 februari 2011.

## Låtlista
1. Leave Everything Behind
2. Hunger
3. 1.000.000 Lightyears
4. Automatic
5. My Transition
6. Amaranthine
7. Rain
8. Call Out My Name
9. Enter The Maze
10. Director's Cut
11. Act of Desperation
12. Serendipity
13. Breaking Point (Bonus track)
14. A Splinter in my Soul (Bonus track)

## Banduppsättning
- Jake E - sång
- Elize Ryd - sång
- Andy Solvestrom - sång och growl
- Olof Mörck - gitarr & keyboard
- Morten Løwe Sørensen - trummor
- Johan Andreassen -  elbas

## Listplaceringar
| Lista (2011) | Topplacering |
| ------------ | ------------ |
| Finland      | 16           |
| Japan        | 9            |
| Sverige      | 35           |

### Fotnoter
1. ↑  ”Amaranthe: Amaranthe”. Helsingborgs Dagblad. http://hd.se/noje/skivor/2011/04/20/amaranthe-amaranthe/. Läst 3 juni 2011.
2. ↑  ”'Hunger' Single Available For Streaming” (på engelska). Blabbermouth.net. http://www.blabbermouth.net/news/amaranthe-hunger-single-available-for-streaming/. Läst 3 juni 2011.
3. 1 2  Amaranthe - Amaranthe (Listplacering) Arkiverad 20 april 2014 hämtat från the Wayback Machine.